# 2011 EO40
2011 EO40 là một tiểu hành tinh, được phân loại là vật thể gần Trái Đất và là tiểu hành tinh có khả năng gây nguy hiểm thuộc nhóm Apollo. Nó có thể là một phần của vật thể mẹ là thiên thạch Chelyabinsk.

## Khám phá, quỹ đạo và tính chất vật lý
2011 EO40 đã được khám phá bởi Richard A. Kowalski vào ngày 10 tháng 3 năm 2011 trong khi thực hiện các quan sát thuộc Khảo sát núi Lemmon.
Quỹ đạo của nó là điển hình của các tiểu hành tinh Apollo và được đặc trưng bởi độ lệch tâm đáng kể (0,54), độ nghiêng thấp (3,36º) và trục bán chính là 1,65 AU. Khi phát hiện, nó được phân loại là một vật thể đi ngang Trái Đất, một tiểu hành tinh gần Trái Đất (NEA) và một tiểu hành tinh có khả năng gây nguy hiểm (PHA) do Trung tâm Tiểu hành tinh. Nó được liệt kê trên Bảng rủi ro Sentry trong ít hơn một ngày. Cần phải có các quan sát bổ sung quỹ đạo của nó để xác định xem nó có phải là một phần của nhóm tiểu hành tinh hay không; kể từ tháng 10 năm 2015, quỹ đạo được xác định chỉ bằng hai mươi lần vòng cung quan sát trong 34 ngày.  2011 EO40 có cường độ tuyệt đối 21,5, cho đường kính đặc trưng khoảng 200 mét (660 ft).

## Mối quan hệ với thiên thạch Chelyabinsk
Các tính toán gần đây chỉ ra rằng vật thể này là một ứng viên thuộc vật thể mẹ là siêu thiên thạch Chelyabinsk, vì quỹ đạo của nó rất giống với đường đi tác động được tính toán của thiên thạch Chelyabinsk. Nó có những cuộc chạm trán tương đối thường xuyên với Sao Kim, hệ Trái Đất - Mặt trăng và Sao Hỏa. Nó đã có cuộc chạm trán gần với Trái Đất vào ngày 28 tháng 1 năm 2011 với khoảng cách 0,0953 AU (14.260.000 km; 8.860.000 mi),  và nó sẽ có cách tiếp cận Trái Đất lần nữa vào ngày 23 tháng 9 năm 2025 vào khoảng 0,06 AU (9.000.000 km; 5.600.000 mi). Tiểu hành tinh 2011 EO40 đi qua các cách tiếp cận gần với hệ thống Mặt trăng-Trái Đất theo mô hình khá đều đặn, cứ sau 17 năm do hoạt động kết hợp của nhiều cộng hưởng thế tục.

## Hiển thị
Các lần nó xuất hiện trên bầu trời là: ngày 7 tháng 6 năm 2016 với cường độ 24,5 và ngày 28 tháng 5 năm 2018 với cường độ 24,6. Lần quan sát tốt nhất sẽ vào ngày 2 tháng 9 năm 2325. Tùy thuộc vào khoảng cách tiếp cận Trái Đất (0,04-0,12 AU),  nó phải sáng hơn cường độ 19.